# Simeon (prorok)
Simeon (řecky Συμεών, přijímač Boha Simeon)  je postava zmiňovaná v Novém zákoně jako prorok, který v jeruzalémském chrámu v malém Ježíšovi rozpoznal Mesiáše, kterého měl dle předpovědi před svou smrtí spatřit. Katolickou a pravoslavnou církví je uctíván jako světec. Bývá slaven spolu s další biblickou postavou, prorokyní Annou.

## Život a setkání s Ježíšem
Ze Simeonova života je známo pouze to, co je o něm uváděno v Lukášově evangeliu. Dle evangelia to byl spravedlivý a bohabojný člověk, který se dožil velmi vysokého věku a který měl od Boha příslib, že nezemře dříve, než na vlastní oči uvidí Spasitele. Podle biblické zprávy byl Simeon navštíven Duchem svatým, který mu to sdělil.
K naplnění tohoto slibu došlo, když Simeon vešel do chrámu v Jeruzalémě, kde právě byla přinášena předepsaná oběť za malého Ježíše. Marie s Josefem a malým Ježíšem vstoupili do chrámu čtyřicátý den od Ježíšova narození, aby jej představili v chrámu a aby Marie podstoupila akt rituální očisty. Podle židovského zákona byla matka, která porodila chlapce, považována za nečistou po dobu sedmi dnů a dalších třicet tři dní měla zůstat „v krvi své očisty.“ Křesťanský svátek očištění tedy odpovídá čtyřiceti dnům, kdy se Marie zúčastnila obřadu rituální očisty.
Když Simeon uviděl Ježíše, poznal v něm Spasitele - Božího Syna. Vzal ho do náruče, požehnal mu a děkoval Bohu. Evangelista Lukáš uvádí, že při této příležitosti stařec Simeon pronesl slova, dnes známá jako Simeonovo kantikum (Simeonův chvalozpěv) s modlitbou Nunc dimittis (Nyní propouštíš). Dodnes je používána jako součást kompletáře (poslední modlitby dne) v katolickém breviáři. A je jednou z písní v pravoslavné večerní liturgii.

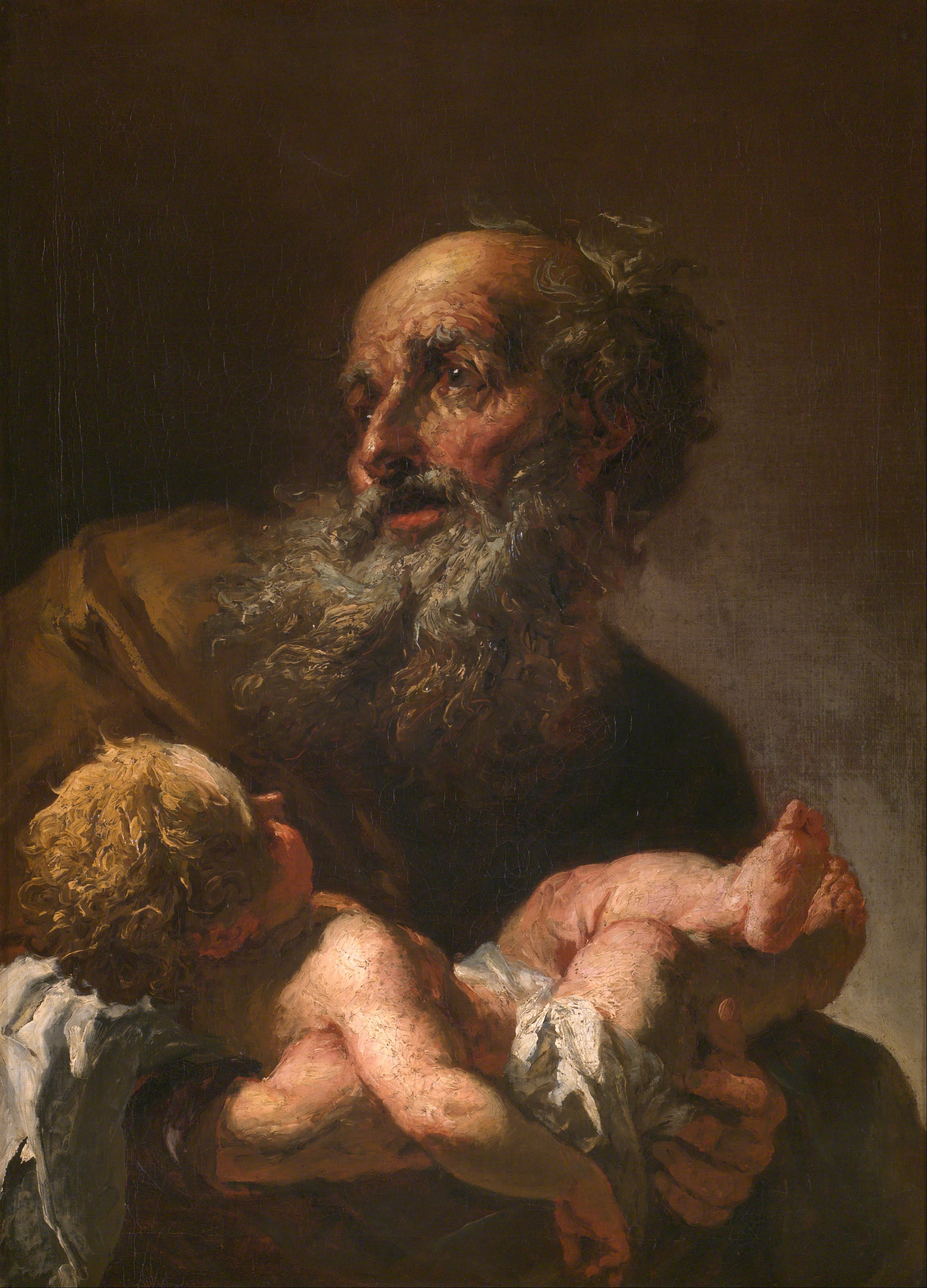
Simeon s Ježíškem na malbě Petra Brandla

## Setkání podle Nového zákona
Nový zákon popisuje setkání Simeona s Ježíšem takto:
Nyní byl v Jeruzalémě muž, který se jmenoval Simeon, a tento muž byl spravedlivý a zbožný, hledal útěchu Izraele a byl na něm Duch svatý. A inspirovaný Duchem přišel do chrámu; a když rodiče přivedli Ježíše, aby pro něj udělali podle zvyku zákona, vzal ho do náruče a požehnal Bohu a řekl: „Pane, nyní nech služebníka tvého odejít v pokoji, podle tvého slova neboť mé oči viděly vaši spásu, kterou jste připravili před všemi národy, světlo pro zjevení pohanům a pro slávu vašemu lidu Izraeli. “ A jeho otec a jeho matka žasli nad tím, co se o něm řeklo; a Simeon jim požehnal a řekl Marii, jeho matce: „Hle, toto dítě je připraveno k pádu a povstání mnoha v Izraeli a na znamení, proti kterému se mluví (a meč probodne i tvou vlastní duši), že mohou být odhaleny myšlenky z mnoha srdcí. “
Simeon
Simeon také předpověděl, že Ježíš Kristus je:

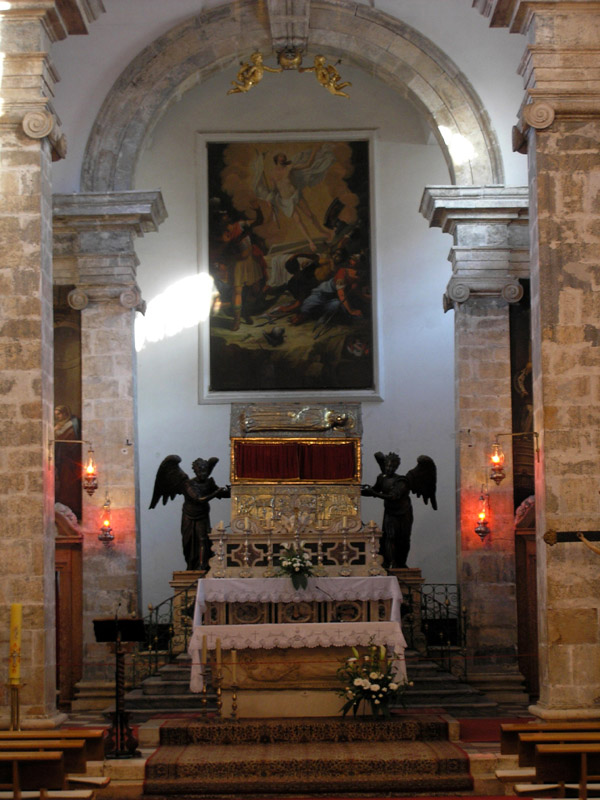
Dnešní podoba hlavního oltáře kostela sv. Simeona v Zadaru

"...ustanoven k pádu a k povstání mnohých v Izraeli a jako znamení, kterému se bude odporovat."
Simeon

## Úcta a zobrazení
Setkání Simeona s Ježíšem je v katolické církvi slaveno 2. února jako svátek Uvedení Páně do Chrámu (archaický název Obětování Páně, případně Očišťování Panny Marie). Jako svatý je uctíván v římskokatolické, východní pravoslavné a orientální pravoslavné církvi. Simeon je zobrazován jako starý muž chovající batole. Simeonovi byl zasvěcen kostel (Crkva Svetog Šimuna) v Zadaru, kde jsou uloženy jeho ostatky.